# Piska

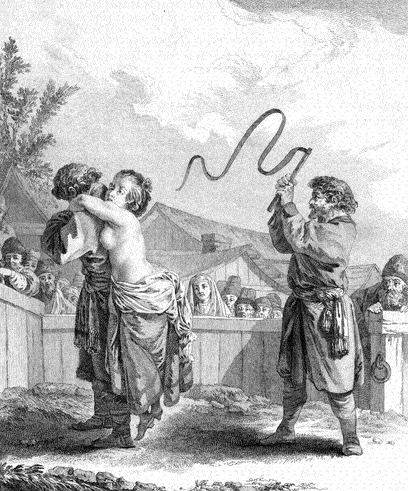
Kvinna bestraffas i Ryssland under sent 1700-tal med den ordinära knutpiskan.

Piska är ett redskap som består av ett handtag samt en eller flera remmar. Det används för pådrivning – som inom dressyr – eller bestraffning (numera ofta förbjuden). Piskan kan vara tillverkad av till exempel skinn, läder eller gummi. En piska bör skiljas från ett spö, som består av en styv men böjbar stav; exempel på sådana är ridspöet och fiskespöet.
Om en piska förs snabbt genom luften hörs en ljudlig snärt. Om den träffar ett djur eller människa är detta smärtsamt och kan även ge upphov till allvarlig skada, beroende på omständigheterna.
Numera kommer piskan till användning främst inom djurhållning och ridsport. Piskan skall då användas endast för att ge anvisningar och på sin höjd snudda vid djuret; i praktiken förekommer även att den används som bestraffningsredskap.

## Piskan som redskap för prygel av människor
Historiskt har piskan använts för att straffa eller pådriva såväl djur som människor, i synnerhet slavar, fångar och hjon. På vissa platser förekommer detta fortfarande; till exempel i några områden där sharia tillämpas. I Västvärlden började bestraffning med piska långsamt falla ur bruk från sent 1700-tal, som ett resultat av bland annat upplysningen, men processen avslutades inte förrän på 1900-talet. Inom fängelser förblev den i användning längre än i många andra delar av samhället.
Personer som i sina erotiska relationer vill uttrycka dominans och underkastelse kan använda piskan som ett sexuellt attribut.

## Historik
Vissa historiskt använda piskor har blivit välkända. I Romarriket användes den så kallade flagrum eller flagellum som bestod av tre remmar av oxhud med bitar av metall; dess effekt kunde vara dödlig. I Tsarryssland fanns den så kallade knutpiskan av oxhud i olika varianter. Den stora knutpiskan kunde vara dödlig efter tjugo rapp.
Den brittiska flottan använde från 1700-talet den så kallade niosvansade katten, som var en piska med nio ändar. Den tillverkades ursprungligen genom att fläta upp ett rep i tre delar, där varje del sedan i sin tur flätades upp i tre delar. Även piskor i liknande varianter har senare givits samma namn. Den niosvansade katten är ett pinoredskap, men inte av samma dignitet som den romerska flagrum eller den ryska knutpiskan.